# Nanshiungosaurus brevispinus
Nanshiungosaurus brevispinus („ještěr od města Nan-siung“) byl druh terizinosauroidního teropodního dinosaura, žijícího v období pozdní křídy (geologický stupeň kampán, asi před 78 až 72 miliony let) na území dnešní čínské provincie Kuang-tung na jihovýchodě země. V současnosti jsou rozlišovány dva druhy tohoto rodu, typový N. brevispinus a dále N. bohlini, formálně popsaný v roce 1997. Ten je však ve skutečnosti nejspíš samostatným rodem.

## Historie a zařazení

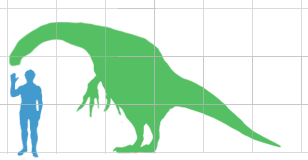
Porovnání velikosti rodu Nanshiungosaurus a dospělého člověka.

Holotyp druhu N. brevispinus (označení IVPP V4731) byl objeven v sedimentech souvrství Nan-siung (Nanxiong), datovaných do doby před asi 78 až 66 miliony let. Objevena byla částečně zachovaná kostra bez lebky a původně byl tento fosilní materiál považován za pozůstatky jakéhosi sauropoda. Formálně jej popsal čínský paleontolog Tung Č’-ming v roce 1979.
V roce 1992 byl v provincii Kan-su objeven další fosilní jedinec (katalogové označení IVPP V 11116), o pět let později formálně popsaný jako nový druh N. bohlini. Materiál sestává pouze z několika krčních a dorzálních obratlů a žeber, jeho geologické stáří je však mnohem vyšší než u typového druhu (zřejmě geologické stupně spodní křídy barrem až apt, tedy stáří kolem 125 milionů let). Tento exemplář z vrstev skupiny Xinminbao je proto zřejmě dosud nepopsaným samostatným rodem.

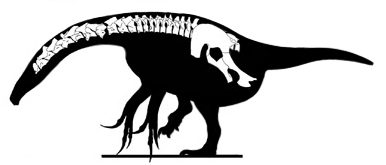
Dochovaná část kostry druhu Nanshiungosaurus brevispinus.

## Rozměry a popis
Podle paleontologa Thomase R. Holtze, Jr. byl tento dinosaurus asi 4,4 metru dlouhý a dosahoval hmotnosti dospělého koně. Podle Gregoryho S. Paula dosahoval druh N. brevispinus v dospělosti délky asi 5 metrů a jeho hmotnost se pohybovala kolem hodnoty 600 kilogramů, u druhu N. bohlini (který je však autorem považován za samostatný rod) pak činila délka asi 6 metrů a hmotnost zhruba 1300 kilogramů.. Jiný odhad udává tomuto teropodovi hmotnost kolem 720 kg.